# Willi Boskovsky
Willi Boskovsky (Wenen, 16 juni 1909 - Visp, 21 april 1991) was een Oostenrijks violist en dirigent.
Boskovsky werd opgeleid aan de Akademie für Musik und darstellende Kunst in Wenen, en werd in 1939 benoemd tot concertmeester van de Wiener Philharmoniker en de Wiener Staatsoper. Hij dirigeerde dit orkest gedurende 25 jaar (van 1955 tot 1979) bij uitvoeringen van het Neujahrskonzert. Daarnaast was Boskovsky tot zijn dood chef-dirigent van het Weense Johann Strauss orkest.  
Zijn stijl sprak veel Strauss liefhebbers aan, omdat hij dirigeerde zoals Johann Strauss sr. zelf deed: als Vorgeiger of Stehgeiger met de viool en strijkstok in de hand.
- Biblioteca Nacional de España: XX847706
- Bibliothèque nationale de France: cb138917062 (data)
- CiNii: DA05432942
- Gemeinsame Normdatei: 132077396
- International Standard Name Identifier: 0000 0001 0896 4232
- KulturNav: afa26a6f-665e-4a2b-81a4-a079b5db7feb
- Library of Congress Control Number: n81082492
- Nationale Bibliotheek van Letland: 000198694
- MusicBrainz: 41bd5d89-1500-4565-9aba-9c1a9649280e
- Nationale Bibliotheek van Tsjechië: pna2009504991
- Nationale Bibliotheek van Israël: 987007446578605171
- Nationale Bibliotheek van Polen: a0000001781048
- Nederlandse Thesaurus van Auteursnamen: 070423075
- SNAC: w6fn43wt
- Système universitaire de documentation: 079000002
- Virtual International Authority File: 46945684
- WorldCat: E39PBJm4PDghwBgjgBQXj6bKh3